# Youssouf Sabaly
Youssouf Sabaly (Le Chesnay, 5 maart 1993) is een Frans-Senegalees voetballer die doorgaans als linksback speelt. Hij verruilde Girondins de Bordeaux in juli 2021 voor Real Betis. Sabaly debuteerde in 2017 in het Senegalees voetbalelftal.

## Clubcarrière
Sabaly stroomde door vanuit de jeugdopleiding van Paris Saint-Germain, maar speelde hier nooit in het eerste elftal. Het verhuurde hem in de seizoenen 2013/14 en 2014/15 aan Évian Thonon Gaillard. Hiervoor maakte hij op de openingsspeeldag van het seizoen 2013/14 zijn debuut in de Ligue 1, tegen FC Sochaux. Bij Évian was hij die hele periode eerste keus als linksachter. Hij speelde twee seizoenen met de club op het hoogste niveau, maar eindigde daarmee in zijn tweede jaar op een degradatieplaats. Paris Saint-Germain verhuurde Sabaly in augustus 2015 vervolgens voor een seizoen aan FC Nantes, dat zich in het voorgaande seizoen wel had behouden in de Ligue 1. Ook hier was hij een onbetwiste basisspeler, evenals bij Girondins de Bordeaux, waaraan hij in 2016/17 werd verhuurd.
Sabaly verruilde Paris Saint-Germain in juli 2017 definitief voor Bordeaux. Hiermee kwam hij in 2017/18 voor het eerst in zijn carrière uit in een Europees toernooi, de Europa League. Zijn teamgenoten en hij zakten daarna af naar de middenmoot van de Ligue 1 en bleven daarin jaren bivakkeren. Sabaly speelde uiteindelijk vijf seizoenen voor Bordeaux. Daarin speelde hij 133 competitieronden en scoorde hij één keer, tegen RC Lens.
Sabaly verruilde Bordeaux in juli 2021 transfervrij voor Real Betis. Hij liep hier vlak voor het begin van seizoen 2021/22 een hamstringblessure op die hem maanden kostte om te herstellen. Hij debuteerde zodoende pas in januari 2022 voor de Spaanse club, in een met 2–1 gewonnen wedstrijd in de Copa del Rey thuis tegen Sevilla FC. Betis en hij wonnen dat toernooi dat jaar. Sabaly speelde ook de kwart- en halve finales, maar bleef in de finale op de bank. Ook in 2022/23 was hij niet altijd verzekerd van een basisplaats.

## Interlandcarrière
Sabaly kwam uit voor Frankrijk –17 tot en met Frankrijk –20. Hij nam met Frankrijk –17 deel aan het EK –17 van 2010 en won met Frankrijk –20 het WK –20 van 2013. Zijn aandeel in deze toernooizege bestond uit een invalbeurt in de groepsfase.
Sabaly debuteerde op 10 november 2017 in het Senegalees voetbalelftal. Bondscoach Aliou Cissé liet hem toen beginnen in een WK-kwalificatiewedstrijd tegen Zuid-Afrika. Sabaly vertegenwoordigde Senegal op het WK 2018 in Rusland, waarop Senegal was ingedeeld in groep H, samen met Polen, Colombia en Japan. Na een 2–1 zege op Polen speelde de ploeg met 2–2 gelijk tegen Japan, waarna in de slotwedstrijd met 1–0 verloren werd van groepswinnaar Colombia. De selectie van Cissé eindigde in punten en doelpunten exact gelijk met nummer twee Japan, maar moest desondanks toch naar huis: Senegal werd het eerste land dat op basis van de Fair Play-regels werd uitgeschakeld, omdat de ploeg iets meer gele kaarten kreeg dan Japan. Mede daardoor beleefde het Afrikaanse continent de slechtste WK sinds 1982. Sabaly speelde mee in alle drie de WK-duels. Hij bereikte een jaar later ook als basisspeler de finale van het Afrikaans kampioenschap 2019 met Senegal. Cissè zette Sabaly op het WK 2022 wederom in alle vier de wedstrijden in de basis van de Senegalezen.

## Erelijst
| Competitie         |            |            |            |            |
| Competitie         | Aantal     | Jaren      |            |            |
| Real Betis         | Real Betis | Real Betis | Real Betis | Real Betis |
| ------------------ | ---------- | ---------- | ---------- | ---------- |
| Copa del Rey       | 1x         | 2021/22    |            |            |
| Frankrijk –20      |            |            |            |            |
| Wereldkampioen –20 | 1x         | 2013       |            |            |

2 Bellerín ·
3 Llorente ·
4 Cardoso ·
5 Bartra ·
6 Natan ·
7 Antony ·
9 Ávila ·
10 Ezzalzouli ·
11 Bakambu ·
12 R. Rodríguez ·
13 Adrián ·
14 Carvalho ·
15 Perraud ·
16 Altimira ·
18 Fornals ·
19 Hernández ·
20 Lo Celso ·
21 Roca ·
22 Isco ·
23 Sabaly ·
24 Ruibal  ·
25 Vieites ·
36 J. Rodríguez ·
38 Diao ·
Coach: Pellegrini
1 Diallo ·
2 Kara ·
3 Koulibaly ·
4 Mbengue‎ ·
5 Gueye ·
6 Sané ·
7 Sow ·
8 Kouyaté  ·
9 Diouf ·
10 Mané ·
11 N'Doye ·
12 Sabaly ·
13 A. N'Diaye ·
14 Konaté ·
15 Sakho ·
16 K. N'Diaye ·
17 B. N'Diaye ·
18 Sarr ·
19 Niang ·
20 Baldé ·
21 Gassama ·
22 Wagué ·
23 Gomis · 
Coach: Cissé
1 Dieng ·
2 F. Mendy ·
3 Koulibaly  ·
4 Cissé ·
5 I. Gueye ·
6 N. Mendy ·
7 Jackson ·
8 Kouyaté ·
9 Dia ·
10 N'Diaye ·
11 Ciss ·
12 Ballo-Touré ·
13 Ndiaye ·
14 Jakobs ·
15 Diatta ·
16 É. Mendy ·
17 P. Sarr ·
18 I. Sarr ·
19 Diédhiou ·
20 Dieng ·
21 Sabaly ·
22 Diallo ·
23 Gomis ·
24 Name ·
25 Loum ·
26 P. Gueye ·
Coach: Cissé